# جوزپه زاناردلی
جوزپه زاناردلی (انگلیسی: Giuseppe Zanardelli؛ ۲۹ اکتبر ۱۸۲۶ – ۲۶ دسامبر ۱۹۰۳) یک سیاست‌مدار اهل پادشاهی ایتالیا بود.